# Кришени (Харгита)
Кришени (рум. Crișeni) насеље је у Румунији у округу Харгита у општини Атид. Oпштина се налази на надморској висини од 397 m.

## Становништво
Према подацима из 2002. године у насељу је живело 695 становника.

### Попис2002.
| Расподела становништва по националности 2002.‍ | Расподела становништва по националности 2002.‍ | Расподела становништва по националности 2002.‍ | Расподела становништва по националности 2002.‍ | Расподела становништва по националности 2002.‍ |
| --------------------------------------------- | --------------------------------------------- | --------------------------------------------- | --------------------------------------------- | --------------------------------------------- |
|                                               |                                               |                                               |                                               |                                               |
| Румуни                                        | Румуни                                        |                                               | 5                                             | 0,7%                                          |
| Мађари                                        | Мађари                                        |                                               | 658                                           | 95,1%                                         |
| Роми                                          | Роми                                          |                                               | 29                                            | 4,2%                                          |